# Franz Schier
Franz Rudolf Schier (* 25. Februar 1909 in Wien, Österreich-Ungarn; † 14. Jänner 1954 ebenda) war ein österreichischer Schlager- und Wienerliedsänger, Filmschauspieler sowie Heurigenwirt.

## Leben und Wirken

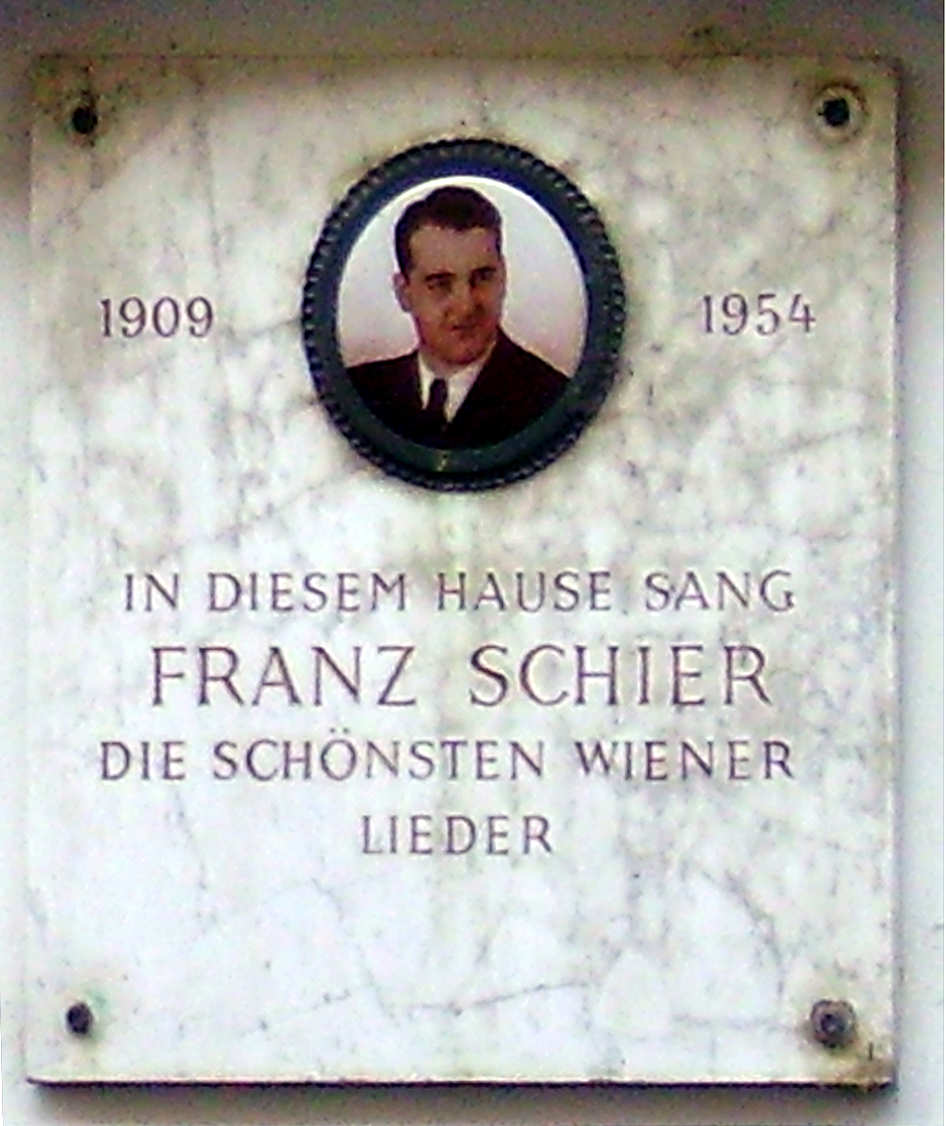
Gedenktafel in der Hackhofergasse

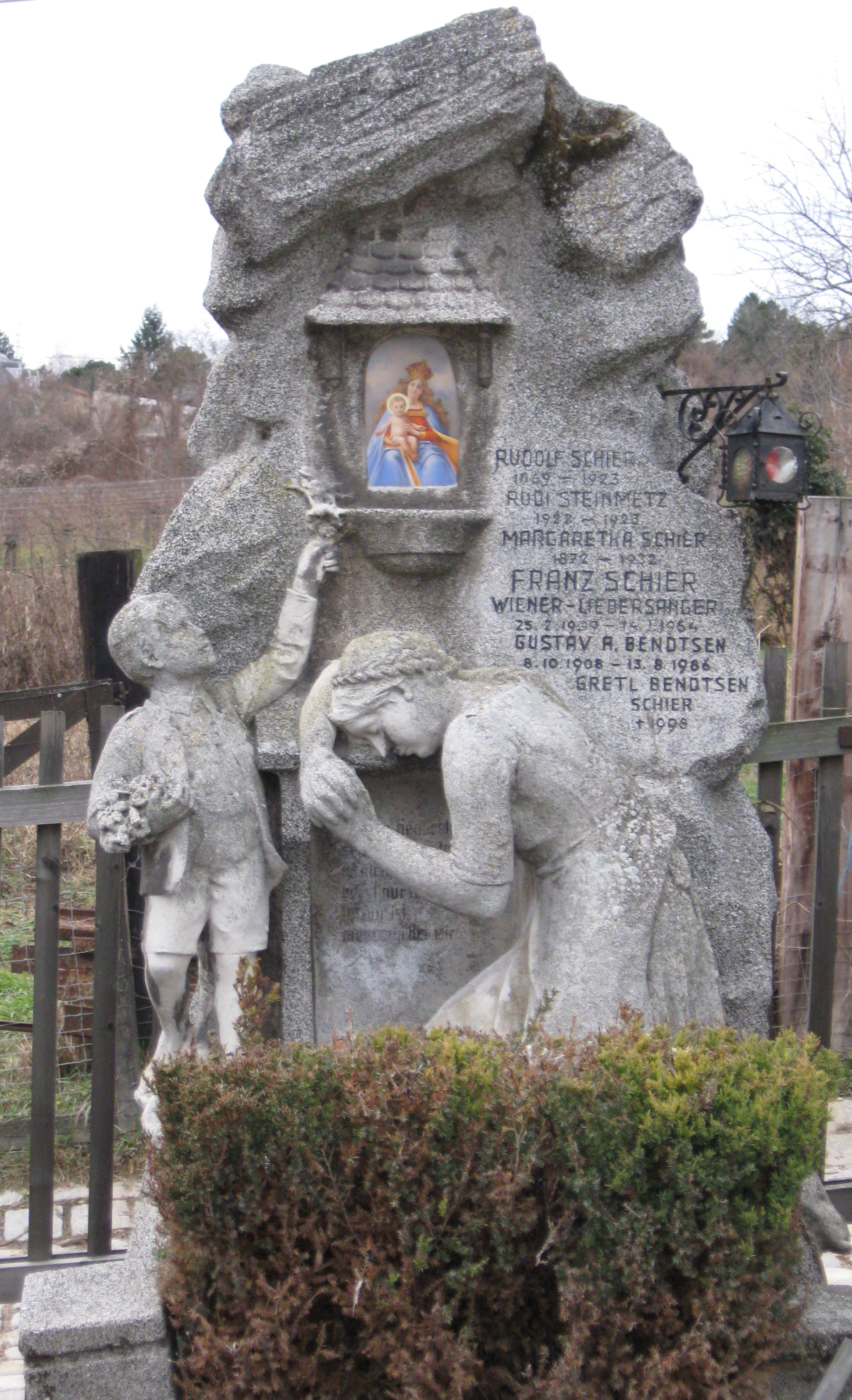
Sein Grabstein

Franz Schier studierte an der Wiener Musikakademie Gesang und wurde in den 1920er Jahren ein bekannter Schlagersänger, der vor allem mit Charly Gaudriot und seiner Kapelle sowie in Sendungen der RAVAG auftrat.
1928 eröffnete er in der Hackhofergasse in Nussdorf sein bald beliebtes und prominentes Heurigenlokal, in dem er für seine Gäste auch Wienerlieder sang.
1932 ging er als Sieger aus der Lieder- und Jazzkonkurrenz hervor. Neben seinen Rundfunkauftritten nahm er in der Folge auch zahlreiche Schallplatten auf und wirkte in Filmen mit. Schier stand 1944 in der Gottbegnadeten-Liste des Reichsministeriums für Volksaufklärung und Propaganda.
Der „Schier Franzl“, wie er auch genannt wurde, starb an den Folgen einer Blinddarmoperation im Wiener Rudolfinerhaus und wurde auf dem Pfarrfriedhof Nussdorf begraben.

## Diskographie
Zu den bekanntesten der von ihm interpretierten Liedern zählen u. a:
- Der alte Specht (Musik: Hans Lang, Text: Erich Meder, Carl de Groof).
- Der alte Sünder (Musik: Hans Lang, Text: Martin Costa, Erich Meder).
- s’ Nussdorfer Sternderl (Musik: Sepp Fellner, Text: Karl Schneider).
- Die Schaffnerin (Musik Hans Lang, Text Erich Meder) Duett mit Maria Roland auf Odeon O-26528 mx Be 13043
- Zwei aus Ottakring . . .  (Text und Musik Alexander Steinbrecher)  Duett mit Maria Roland auf Odeon O-26528 mx Be 13045

## Filmografie
- 1931: Kameradschaft
- 1934: Salto in die Seligkeit
- 1935: Eva
- 1935: Rendezvous in Wien
- 1936: Das Frauenparadies
- 1939: Prinzessin Sissy
- 1939: Liebe streng verboten
- 1940: Herzensfreud – Herzensleid
- 1944: Der Meisterdetektiv
- 1951: Der alte Sünder
- 1951: Kleiner Peter, große Sorgen (Stadtpark)